# Länstrafiken Kronoberg
Länstrafiken Kronoberg är en förvaltning inom Region Kronoberg och är trafikhuvudman för den lokala och regionala kollektivtrafiken i Kronobergs län. 
Länstrafiken Kronoberg ansvarar även för samordning av andra trafikuppdrag efter särskild överenskommelse med respektive kommun eller regioner. Länstrafiken har till uppgift att utifrån de riktlinjer som fullmäktige sätter upp upphandla, samordna, planera, utveckla och marknadsföra kollektivtrafik och anropsstyrd trafik i länet.
Den 7 december 2009 lanserade Länstrafiken Kronoberg det nuvarande Resekortet. Ett chipbaserat kontaktlöst kort med samma teknik som Skånetrafikens Jojo-kort. Detta system togs ur bruk den 30 april 2021.
Den 16 juni 2013 började ett nytt linjetrafiksavtal att gälla och i och med detta byttes hela bussflottan ut till nya fordon drivna med biodrivmedel. Nu med en ljusgrön kulör i Växjö Stadstrafik och med en mörkgrön fordonsfärg för bussarna i Regiontrafiken. Detta avtal upphörde den 10 december 2023 och ett nytt startade -  nu med en och samma entreprenör för all linjetrafik i länet: Connect Bus AB. Avtalstiden är 12 år och innefattar 175 upphandlade fordon.
2024 gjordes 8,9 miljoner resor med Länstrafiken Kronobergs linjetrafik.
18 augusti 2025 startade de eldrivna stadsbussarna att gå i Växjö stadstrafik..